# Samuel dos Santos
Samuel dos Santos (Salvador, 11 de outubro de 1922 – São Paulo, 24 de fevereiro de 1993) foi um ator, produtor e assistente de direção brasileiro. Começou sua carreira na TV Tupi em 1961. Ficou mais conhecido com o personagem Tio Barnabé, na primeira versão (da Rede Globo) do Sítio do Picapau Amarelo, de 1977 a 1986.

## Biografia
Samuel dos Santos começou a carreira no início da década de 50, e o primeiro filme foi Sinhá Moça, em 1953, pela Companhia Vera Cruz. 
Em seguida, ele foi para a TV Tupi, onde fez o TV de Vanguarda e outros teleteatros. O sucesso como ator chegou no final da década de 50, quando fez filmes importantes como: O Sobrado, Osso, Amor e Papagaio e O Grande Momento, mas o seu personagem mais conhecido foi "Tio Barnabé", na série Sítio do Picapau Amarelo, levada ao ar pela Rede Globo, a partir de 1977 e encerrado em 1986.
Samuel faleceu em 1993, de complicações decorrentes duma cirurgia no pâncreas.

## Carreira
No teatro três foram as principais atuações de Santos: a versão brasileira da peça Gata em teto de zinco quente (Teatro Brasileiro de Comédia— TBC, 1956), As Provas de Amor (TBC, 1957) e Auto da Compadecida (Teatro Natal, 1957). Esta última foi a primeira encenação da obra de Ariano Suassuna em São Paulo, levada a cabo pela companhia “Studio Teatral” e com estreia em 11 de março de 1957; Santos interpretou o “Sacristão”, sob a direção de Hermilo Borba Filho.

## Filmografia

### Cinema
Samuel dos Santos participou dos seguintes filmes, dentre outros:
| Ano  | Título                                                             |
| ---- | ------------------------------------------------------------------ |
| 1953 | Sinhá Moça                                                         |
| 1954 | A Sogra                                                            |
| 1956 | A Estrada                                                          |
| 1956 | O Sobrado                                                          |
| 1957 | Absolutamente Certo                                                |
| 1957 | Osso, Amor e Papagaios (também como assistente de produção)        |
| 1957 | Estranho Encontro                                                  |
| 1958 | O Pão Que o Diabo Amassou (assistente de gravação)                 |
| 1958 | O Cantor e o Milionário                                            |
| 1958 | O Grande Momento                                                   |
| 1959 | Mistério da Ilha de Vênus (contrarregra)                           |
| 1959 | Moral em Concordata (gerente de produção)                          |
| 1961 | Três Colegas de Batina                                             |
| 1965 | O Pescador e sua Alma (assistente de produção)                     |
| 1970 | Os Maridos Traem... e as Mulheres Subtraem (assistente de direção) |
| 1970 | A Moreninha (gerente de produção)´                                 |
| 1970 | Se Meu Dólar Falasse (gerente de produção)                         |
| 1972 | A Marcha                                                           |
| 1973 | Uma Nega Chamada Tereza                                            |
| 1975 | Ainda Agarro esse Machão                                           |
| 1979 | O Guarani                                                          |

## ligações externas
- Samuel dos Santos. no IMDb.